# Mih Ouansa
Mih Ouansa, aussi orthographiée Mih Ouensa, est une commune de la wilaya d'El Oued en Algérie.

## Géographie

### Situation
Le territoire de la commune de Mih Ouansa est situé au sud-ouest de la wilaya.
| Ourmas                               | Ourmas, Kouinine | Oued El Alenda |
| Benaceur, Taïbet (wilaya de Ouargla) | Mih Ouansa       | Oued El Alenda |
| Benaceur (wilaya de Ouargla)         | Oued El Alenda   | Oued El Alenda |

### Localités de la commune
La commune de Mih Ouansa est composée de quatorze localités :
- Baboukha
- Bel Ghit
- Bent Lemk Oucher
- Bougoufa
- Djerada
- Draa Lahmar
- El Kataf
- Hériouila
- Mih Lachache
- Mih Moulahoum
- Mih Ouansa
- Oudeï Tork
- Sahabane
- Touam